# BoJack Horseman
BoJack Horseman ist eine US-amerikanische Animationsserie des Video-on-Demand-Anbieters Netflix, die von 2014 bis 2020 veröffentlicht wurde. Sie ist zudem die erste Erwachsenen-Animationsserie von Netflix. Die Serie erzählt die Geschichte des ehemaligen Serienstars BoJack Horseman, der den Höhepunkt seiner Karriere überschritten hat und nun ernsthaft klären muss, wie sein Leben weitergehen soll.
In der Originalversion spricht Will Arnett die titelgebende Hauptrolle des anthropomorphen Pferdes BoJack Horseman. Weitere Sprecher sind Alison Brie, Amy Sedaris, Aaron Paul und Paul F. Tompkins. Nach gemischten Kritiken für die erste Hälfte der ersten Staffel erhielt die Serie anschließend praktisch durchgehend exzellente Wertungen, sowohl von Publikums- als auch von Kritikerseite.

## Handlung

### Staffel 1
In einem Los Angeles, in dem Menschen und anthropomorphe Tiermenschen koexistieren, lebt BoJack Horseman, der, wie sein Name suggeriert, halb Pferd, halb Mensch ist. In den 1990er Jahren war er der Star der beliebten Sitcom Ich glaub mich tritt ein Pferd (im Original Horsin’ Around), heute lebt BoJack gemeinsam mit dem Junggesellen Todd in einer Villa über Hollywood, schwimmt im Reichtum, ist jedoch unglücklich und trauert der alten Zeit nach. Um seine Karriere wieder zu beleben, möchte er eine Autobiografie schreiben. Da ihm die Motivation fehlt, engagiert ihm seine Agentin Princess Carolyn, eine Katze, mit der er eine On-Off-Beziehung hat, die Ghostwriterin Diane Nguyen. Diese ist in einer Beziehung mit BoJacks Frenemy Mr. Peanutbutter, einem Hund und Schauspieler, der in einer Fernsehserie mitspielte, die BoJacks Serie quasi kopierte. BoJack fühlt sich zu Diane hingezogen, diese heiratet jedoch Mr. Peanutbutter, obgleich BoJack versucht, die Hochzeit aufzuhalten. Diane beendet schließlich das Buch über BoJack, das sein wahres Ich ungeschönt aufzeigt. Das Buch belebt wie erhofft BoJacks Karriere, verschafft ihm einen Golden Globe sowie die Filmrolle des Rennpferdes Secretariat, die er sein Leben lang angestrebt hatte. Diane, die zuvor ein Buch über Secretariat geschrieben hatte, arbeitet in dem Film als Rollenberaterin.

### Staffel 2
Die Dreharbeiten an Secretariat stellen sich schwieriger heraus, als angenommen. Die Situation eskaliert, als BoJack und die Regisseurin Kelsey Janning eine kontroverse Szene mit Secretariat und Richard Nixon drehen, die nicht im Drehbuch enthalten war und daraufhin zur Kündigung von Kelsey führt. BoJack, der sich dafür verantwortlich fühlt, nimmt eine Pause von Hollywoo (so der Name Hollywoods, nachdem BoJack infolge eines Wettstreits mit Mr. Peanutbutter um Dianes Gunst den letzten Buchstaben des Hollywood Signs geklaut hat) und taucht einige Monate bei seiner ehemaligen Freundin Charlotte unter, einem Reh, das mittlerweile eine eigene Familie gegründet hat. Wohnort ist dabei sein Boot, das in der Hauseinfahrt geparkt steht. Als er Charlottes 17-jährige Tochter Penny zum Abschlussball begleitet, versucht diese einen erfolglosen Annäherungsversuch. Durch die lange Zeit abseits von Hollywoo sind bei BoJack wieder alte Gefühle für Charlotte wach geworden. Ein abendliches Gespräch unter dem Sternenhimmel gipfelt in einer Kussszene. Doch BoJacks Vorschlag, ihre Familie zu verlassen und mit ihm durchzubrennen, lehnt Charlotte ab. Stattdessen fordert sie BoJack auf, am nächsten Morgen zu verschwinden. Noch in derselben Nacht betritt sie aufgrund einer Ahnung sein Boot und erwischt ihn in flagranti mit Penny. Die minderjährige Tochter ist optisch ihrer Mutter sehr ähnlich.

### Staffel 3
Zurück in Hollywoo, rührt BoJack die Werbetrommel für seinen Film Secretariat, der sich als Erfolgsfilm herausstellt und sogar als Kandidat für eine Oscar-Nominierung gehandelt wird. Mr. Peanutbutter – der die Nominierten verkünden soll – verliert jedoch den Umschlag mit den offiziell Nominierten und denkt sich daraufhin gemeinsam mit Todd eigene Nominierungen aus. Auch wenn sich Todd erst dagegen ausspricht, Bojack in die Liste aufzunehmen, da Bojack ihm in letzter Zeit ein schlechter Freund war und unter anderem mit Todds Freundin Emily geschlafen hat, schreiben sie Bojack doch noch auf die Liste.
Nach der Verkündung der (angeblichen) Nominierten stellte sich heraus, dass die meisten Nominierungen von Mr. Peanutbutter richtig erraten worden sind. Allerdings gab es Bojacks Nominierung eigentlich gar nicht.
Bojack verliert sich erneut in seiner Traurigkeit und versucht, den Kummer gemeinsam mit seinem ehemaligen Co-Star Sarah Lynn, mit Alkohol und anderen Drogen zu betäuben. Sarah Lynn stirbt infolge einer Überdosis in BoJacks Anwesenheit.

### Staffel 4
Mr. Peanutbutter strebt den Posten als Gouverneur von Kalifornien an. Diane nimmt einen Job bei einem feministischen Blog an, kann mit ihren politischen und kritischen Texten aber nur schwer Fuß fassen. BoJack hat mittlerweile ein neues Projekt: Ethan Around, eine Sequel-Serie zu Horsin’ Around. Ein junges Mädchen, das BoJack an Sarah Lynn erinnert, vertraut ihm an, dass sie sich wünscht, eines Tages wie er zu werden. BoJack verlässt daraufhin panisch das Set, verschwindet aus Hollywoo und plant sogar einen Suizid.
Monatelang verschwindet BoJack von der Bildfläche. Als er nach Hause zurückkehrt, erwartet ihn eine junge Frau namens Hollyhock, die vermutet, dass BoJack ihr biologischer Vater ist. Gemeinsam machen sie sich auf die Suche nach Hollyhocks Mutter, werden aber nicht fündig. Erst Rückblenden aus dem Leben von BoJacks Mutter Beatrice, die mittlerweile an Demenz erkrankt ist, enthüllen, dass Hollyhock in Wahrheit die jüngere Halbschwester von BoJack ist. Hollyhock ist das Ergebnis eines Seitensprungs von BoJacks Vater mit dem Hausmädchen Henrietta. Beatrice hatte Henrietta nach der Geburt von Hollyhock dazu bewegt, das Baby zur Adoption freizugeben. BoJack, der in einer lieblosen Familie aufgewachsen ist und eine einsame, bittere Kindheit verbracht hat, wurde so nun über Nacht zum großen Bruder. Das erste Mal seit langer Zeit zeigt sich ein Hoffnungsschimmer im Leben des depressiven BoJack, der endlich jemanden gefunden hat, der ihn liebt.

### Staffel 5
BoJack muss wegen Princess Carolyn die Hauptrolle in der Serie Philbert spielen. Dabei beginnt er eine Affäre mit seiner neuen Kollegin Gina. Princess Carolyn möchte ein Kind adoptieren, doch gibt es einige Probleme mit der Mutter des ungeborenen Kindes. Diane versucht sich nach der Trennung von Mr. Peanutbutter neu zu finden, wird jedoch von ihren Gefühlen eingeholt. Todd wird durch Zufall Firmenchef und Vorsitzender einer Firma und somit der neue Boss von BoJack und Diane, die für die Serie als Drehbuchautorin arbeitet. BoJack bekommt wegen seiner Drogensucht massive Halluzinationen und erwürgt im Rausch beinahe Gina während den Dreharbeiten. Todds Sex-Roboter wird durch Zufall der neue CEO der Firma. Doch nach Vorwürfen sexueller Belästigung wird er wieder gefeuert und die Serie aufgrund dessen abgesetzt.
Am Ende bringt Diane BoJack in eine Reha-Klinik, wo er von seinem Suchtverhalten geheilt werden soll.

### Staffel 6
In der Reha setzt sich BoJack mit Erinnerungen an Sarah Lynns Tod und seiner eigenen schwierigen Kindheit auseinander. Trotz abgeschlossener Therapie muss BoJack sich erst überwinden, die Klinik zu verlassen. Nach dem Auszug aus der Reha reist er durch das Land, um seine alten Freunde wiederzusehen. Diane lebt inzwischen mit dem Kameramann Guy in Chicago und schreibt an einem autobiographischen Essay, ringt aber mit Depressionen und einer Schreibblockade.
In der zweiten Hälfte der Staffel hat BoJack sich resozialisiert. Er unterrichtet nun eine Schauspielklasse an der Wesleyan University, wo auch Hollyhock studiert. Derweil finden zwei Reporter aus Hollywoo heraus, dass BoJack das Heroin gehörte, an welchem Sarah Lynn eine Überdosis erlitt. In einem Interview versucht BoJack sich zu rechtfertigen und erntet vorerst Zuspruch. In einem zweiten Interview werden seine Handlungen jedoch kritisch hinterfragt, was ihn in Erklärungsnot bringt. Von da an ist BoJack als Ausgeschlossener der Gesellschaft an einem weiteren Tiefpunkt seines Lebens angelangt. Sein Hab und Gut wird gepfändet, da er unrechtmäßig den Markennamen Xerox während eines Interviews verwendete.
Die vorletzte Episode setzt schließlich an einem überirdischen Ort ein, nachdem BoJack in seinem Pool ertrank. Dementgegen wird BoJack in der letzten Episode durch die neuen Bewohner seines alten Hauses aus dem Pool gerettet, er verbüßt danach jedoch eine Gefängnisstrafe wegen Einbruchs. Die Episode endet mit einem Wochenendausgang, um an der Hochzeitsfeier von Princess Carolyn und ihrem Geschäftspartner Judah Mannowdog teilnehmen zu können.

## Synchronisation
Die Serie wurde im Auftrag von Netflix durch die Berliner Synchron ins Deutsche übersetzt. Die Dialogregie führte Mario von Jascheroff, der auch die Dialogbücher verfasst.

### Hauptfiguren
| Rolle            | Auftritte | Originalsprecher | Deutsche Sprecher         |
| ---------------- | --------- | ---------------- | ------------------------- |
| BoJack Horseman  | 1.01–6.16 | Will Arnett      | Tobias Kluckert           |
| Todd Chavez      | 1.01–6.16 | Aaron Paul       | Constantin von Jascheroff |
| Diane Nguyen     | 1.01–6.16 | Alison Brie      | Ulrike Stürzbecher        |
| Princess Carolyn | 1.01–6.16 | Amy Sedaris      | Ghadah Al-Akel            |
| Mr. Peanutbutter | 1.01–6.16 | Paul F. Tompkins | Bernhard Völger           |

### Nebenfiguren
| Rolle                       | Originalsprecher     | Deutsche Sprecher                                       |
| --------------------------- | -------------------- | ------------------------------------------------------- |
| Lenny Turteltaub            | J. K. Simmons        | Rainer Gerlach                                          |
| Sarah Lynn                  | Kristen Schaal       | Juana von Jascheroff, Luisa Wietzorek (Gesang)          |
| Pinky Penguin               | Patton Oswalt        | Mario von Jascheroff                                    |
| Herb Kazzaz                 | Stanley Tucci        | Elmar Gutmann                                           |
| Tom Jumbo-Grumbo            | Keith Olbermann      | Tim Moeseritz                                           |
| Butterscotch Horseman       | Will Arnett          | Tobias Kluckert                                         |
| Secretariat                 | John Krasinski       | Tobias Kluckert                                         |
| Beatrice Horseman           | Wendie Malick        | Dana Friedrich                                          |
| Margo Martindale            | Margo Martindale     | Ulrike Möckel                                           |
| Rutabaga Rabitowitz         | Ben Schwartz         | Rainer Fritzsche                                        |
| Emily                       | Abbi Jacobson        | Sarah Alles (Staffel 1–4), Franziska Endres (Staffel 5) |
| Judah Mannowdog             | Diedrich Bader       | Erich Räuker                                            |
| Charley Witherspoon         | Raphael Bob-Waksberg | Jeffrey Wipprecht                                       |
| Officer Meow Meow Fuzzyface | Cedric Yarbrough     | Gerrit Hamann                                           |
| Kevin / Vincent Adultman    | Alison Brie          |                                                         |
| Ana Spanakopita             | Angela Bassett       | Julia Blankenburg                                       |
| Stefani Stilton             | Kimiko Glenn         | Daniela Reidies                                         |
| Kelsey Jannings             | Maria Bamford        | Regina Lemnitz                                          |
| Hollyhock                   | Aparna Nancherla     | Derya Flechtner                                         |
| Flip McVicker               | Rami Malek           | Nic Romm                                                |
| Gina Cazador                | Stephanie Beatriz    | Katrin Zimmermann, Eva Thärichen (Gesang)               |

## Produktion und Ausstrahlung
Die Serie wurde von Raphael Bob-Waksberg entwickelt. BoJack Horseman wurde von der Künstlerin Lisa Hanawalt designt, die Animation übernahm die in Los Angeles ansässige Produktionsfirma ShadowMachine. Michael Eisners Tornante Company produziert die Serie.
Die erste Staffel der Serie wurde in allen Ländern mit Netflix am 22. August 2014 veröffentlicht. Wenige Tage später wurde die Produktion einer zweiten Staffel für 2015 bekanntgegeben. In Deutschland erfolgte die Veröffentlichung mit dem Deutschlandstart von Netflix am 16. September 2014.
Am 19. Dezember 2014 wurde ohne vorherige Ankündigung das BoJack Horseman Christmas Special: Sabrina’s Christmas Wish veröffentlicht, das Raphael Bob-Waksberg geschrieben hat. Joel Moser führte die Regie.
Die zweite Staffel der Serie wurde am 17. Juli 2015 veröffentlicht. Die dritte Staffel der Serie lief ab dem 22. Juli 2016 exklusiv auf Netflix. Die vierte Staffel wurde am 8. September 2017 weltweit auf Netflix veröffentlicht. Sie enthielt unter anderem prominente Gastauftritte von Kimiko Glenn aus Orange Is The New Black, Jessica Biel, Felicity Huffman, Scrubs-Star Zach Braff, Kristen Bell und Rami Malek.
Am 21. September 2017 bestätigte Netflix eine fünfte Staffel von BoJack Horseman. Am 30. Oktober 2018 verlängerte Netflix die Serie um eine sechste Staffel, die in zwei Teilen ab Oktober 2019 veröffentlicht werden soll.
Kurz nach Veröffentlichung des ersten Teils der sechsten Staffel wurde bekannt, dass es sich um die letzte Staffel handeln wird. Der zweite Teil, der am 31. Januar 2020 auf Netflix veröffentlicht wurde, stellt den Abschluss der Serie dar.
Verkauf der Ausstrahlungsrechte an Comedy Central
Im Juli 2018 wurde bekannt, dass Netflix die Fernseh-Ausstrahlungsrechte von BoJack Horseman an Comedy Central verkauft hat. Noch nie zuvor hatte der Streaming-Dienst die exklusiven Fernsehrechte einer Original-Serie an einen US-Kabelsender verkauft. Der Deal umfasst die ersten fünf Staffeln der Serie. Die Ausstrahlung begann am 26. September 2018 im Anschluss an die neue Staffel von South Park.
In Deutschland konnten sich der Pay-TV-Sender ProSieben Fun sowie Comedy Central die Rechte an der Serie ebenfalls sichern. Die Ausstrahlung begann am 8. Juli 2019 im Pay-TV sowie am 14. Juli 2019 im Free-TV.

## Rezeption
Die Kritiken zur ersten Staffel von BoJack Horseman waren gemischt, bei Rotten Tomatoes fielen 53 % der 15 Kritiken positiv aus. Metacritic gab der Serie eine Durchschnittsbewertung von 59/100, basierend auf 13 Kritiken.
Die zweite Staffel wurde deutlich besser aufgenommen, so erreichte sie auf Metacritic eine Durchschnittswertung von 90/100 und auf Rotten Tomatoes 100 %. Auch die dritte Staffel wurde sehr positiv bewertet mit einer Durchschnittswertung von 89/100 auf Metacritic und 100 % auf Rotten Tomatoes.
Die Zuschauer nahmen die Serie seit der ersten Staffel positiv auf. In der IMDb erhielt die Serie von rund 210.000 Benutzern im Durchschnitt 8,8 von 10 Sternen. Jüngere Zuschauer bewerteten die Serie besser als ältere. Bei Netflix hat die Serie von über 800.000 Zuschauern im Durchschnitt 3,8 von 5 Sternen erhalten.

### Englischsprachige Kritiken zu den ersten Folgen der ersten Staffel
Die Website Vulture titelte 2014, BoJack Horseman sei „die lustigste Show aller Zeiten über Depression“. Die Serie übe soziale Kritik an der Unterhaltungsindustrie, sei jedoch vor allem ein präzises und aggressives Porträt der Depression. BoJack Horseman sei dadurch radikal traurig, biete aber auch genügend Humor.
Die Washington Post äußerte sich positiv über BoJack Horseman, die Serie sei nicht nur ein weiterer abgegriffener Kommentar auf die Leere Hollywoods, sondern biete vor allem durch die Vermischung der Menschen- und Tierwelt Witz.
Im San Francisco Chronicle wurde an den ersten Folgen der ersten Staffel bemängelt, dass die Serie weder das Potential der Prämisse, noch das Potential der „grandiosen Sprecherbesetzung“ nutze. Die Serie biete interessante Ausgangsszenarien, sei jedoch schlecht geschrieben, darüber helfe auch die anthropomorphe Welt nicht hinweg.
Matthew Gilbert schrieb im Boston Globe, die Serie sei „schonungslos mittelmäßig“. Er kritisierte die Besetzung der Sprecher: Arnett bediene wieder einmal seinen Stereotypen des selbstsüchtigen Charakters, Paul F. Tompkins sei weder witzig noch markant und Aaron Pauls Sprachtalent werde an das Sitcom-Klischee des schmarotzenden Mitbewohners verschwendet. Zudem seien die Witze über schlechte Sitcoms und Hollywood uninspiriert.
Mary McNamara von der LA Times meinte, die Parodie auf das Leben Prominenter treffe nur vereinzelt den richtigen Ton. Während einzelne Handlungsstränge düster und lustig seien, bediene der Großteil der Serie nur das Klischee eines narzisstischen, selbstzerstörerischen Schauspielers.
Ben Travers vom Indiewire befand, BoJack Horseman biete wenig Tiefe, der einzige Twist sei die anthropomorphe Welt. Durch die gute Sprecher-Besetzung sei die Serie dennoch sympathisch, wenngleich sie qualitativ nicht mit anderen Netflix-Produktionen mithalten könne. Travers merkte jedoch an, die Serie finde in den letzten beiden der sechs Folgen die den Kritikern zugänglich waren, langsam ihren Ton. Sein Kollege Zack Sharf schreibt einen Monat später, die Serie werde in der zweiten Hälfte, die den Kritikern nicht im Voraus zugänglich war, wesentlich stärker. BoJack Horseman sei klar für Netflix produziert und orientiere sich daher am Binge Watching, die erste Hälfte der Serie bilde somit die Exposition der Serie in der verschiedene Charaktere eingeführt werden, die sich erst im weiteren Verlauf der Staffel auszahle.

### Deutschsprachige Kritiken
Eike Kühl von Zeit Online ist begeistert von BoJack Horseman und sieht darin „eine beißende Satire der Medien- und Unterhaltungsbranche.“ Die vielschichtige Serie habe in der ersten Staffel eine durchgehende Geschichte, die das Binge Watching zur Pflicht mache. Trotz zahlreicher Gags habe die Serie einen ernsthaften Kern.
Lena Rittmeyer zeigt sich im Tages-Anzeiger angetan von der Trickfilmserie BoJack Horseman, die sie als „kluge Gesellschaftsstudie“ bezeichnet. Die Serie sei gespickt mit Gags und „ebenso eine Studie über die skurrilen bis tragischen Auswüchse sozialer Vereinzelung“.
Felix Böhme vom Serienportal Serienjunkies.de meint, die erste Folge der Serie mache einen soliden Eindruck und habe „einige nette Lacher, besonders außergewöhnlich oder originell ist sie aber nicht.“ Die Folge biete nicht viel Neues und die pessimistische Satire auf das Unterhaltungsgeschäft Hollywood gehe in der Auftaktepisode nur teilweise auf.
Josa Mania-Schlegel von Süddeutsche.de fand: „Wer Cartoons sonst eher doof findet, sollte der zweiten Staffel ’BoJack Horseman’ eine Chance geben.“ Die Serie sei eine „informierte Branchenanalyse“ und „erfrischend, weil untypisch für die bunte Trickfilm-Welt, in der oft nur Gag auf Gag folgt.“ Die Hauptfigur BoJack beschreibt der Autor als „Protagonist mit Tiefe“, das „BoJack-Gefühl“ gleiche einer „wilden Nacht, deren verrückten Verlauf einem niemand abnimmt.“

## Trivia
Die Serie ist dafür bekannt, Bilder von bekannten Künstlern einzubinden. So wird zum Beispiel „Blaues Pferd I“ von Franz Marc in Staffel 2, Episode 1 zitiert. Auch Werke von Gustav Klimt, David Hockney, Henri Matisse, Andy Warhol, Claude Monet und vielen weiteren Künstlern tauchen in der Serie auf.